# Hans Wilhelm Alt
Hans Wilhelm Alt (né en 1945, Hilden) est un mathématicien allemand, spécialisé dans les équations aux dérivées partielles et leurs applications.

## Biographie
Alt obtient son Abitur en 1965 de la prestigieuse école secondaire Helmholtz-Gymnasium Hilden. En 1971, il obtient son doctorat à l'Université de Göttingen sous la direction d'Erhard Heinz avec une thèse Verzweigungspunkte von H-Flächen (Points de ramification des surfaces H.). Alt devient professeur à l'Institut de mathématiques appliquées de l'université de Bonn, où il prend sa retraite en tant que professeur émérite en 2010. En 2011, il est nommé professeur honoraire à l'université technique de Munich.
Ses recherches portent, entre autres, sur les problèmes aux limites libres pour les équations aux dérivées partielles elliptiques et les équations aux dérivées partielles hyperboliques avec des applications à la mécanique et à la thermodynamique. Par exemple, il fait des recherches sur les jets à symétrie axiale et la propagation des fluides dans des milieux poreux non homogènes. Plus récemment, il étudie la théorie mathématique des transitions de phase.
en 1986, Alt est un conférencier invité au Congrès international des mathématiciens à Berkeley, en Californie. Il est l'auteur d'un manuel sur l'analyse fonctionnelle, qui est traduit en anglais.
Harald Garcke et Barbara Niethammer sont ses doctorants. Il est le frère du biomathématicien Wolfgang Alt.